# Maximiano Eduardo da Silva Fonseca
Maximiano Eduardo da Silva Fonseca GCA • GCIH (Rio de Janeiro, 6 de novembro de 1919 — Rio de Janeiro, 3 de abril de 1998) foi um militar da Marinha do Brasil.
Atingiu o posto de almirante-de-esquadra. É o patrono do Corpo Auxiliar Feminino da Reserva da Marinha, criado por ele.

## Biografia
Aspirante da turma de 1937 na Escola Naval, ainda nas instalações da ilha das Enxadas, formou-se como guarda-marinha em 1941, já nas instalações da ilha de Villegagnon.
Foi promovido a segundo-tenente em 16 de outubro de 1942, a primeiro-tenente em 30 de junho de 1944 e a capitão-tenente em 9 de maio de 1946. Fez o curso de Hidrografia e Navegação para Oficiais em 1949. Por merecimento obteve as promoções a capitão-de-corveta (15 de março de 1953), capitão-de-fragata (11 de julho de 1958) e a capitão-de-mar-e-guerra (18 de agosto de 1965). Posteriormente ascendeu a contra-almirante (31 de dezembro de 1969), vice-almirante (31 de março de 1974) e a almirante-de-esquadra (25 de novembro de 1976).
Na Escola de Guerra Naval fez os cursos de: 
- 1956 - Preliminar de Comando
- 1959 - Comando
- 1962 - Superior de Comando.

Entre as suas realizações destacam-se: 
- a implementação do Programa Nuclear da Marinha;
- a implementação do Programa Antártico Brasileiro;
- a criação do Corpo Auxiliar Feminino da Marinha;
- a transferência do 5° Distrito Naval para a cidade de Rio Grande;
- a dinamização da Sociedade de Amigos da Marinha (SOAMAR);
- a construção de diversas embarcações da Armada em estaleiros nacionais; e
- a criação do Quadro de Artífices para Praças.

A 22 de Setembro de 1981 foi agraciado com a Grã-Cruz da Ordem Militar de Avis e a 18 de Maio de 1983 foi agraciado com a Grã-Cruz da Ordem do Infante D. Henrique de Portugal.
Após ser transferido para a Reserva da Marinha, exerceu o cargo de diretor da Petrobras, de 30 de abril de 1985 a 10 de junho de 1991.
Em sua homenagem, em junho de 1998, o terminal da Ilha Grande da Petrobras teve o seu nome alterado para Terminal Marítimo Almirante Maximiano da Fonseca.
Foi Ministro da Marinha no governo João Figueiredo, de 15 de março de 1979 a 21 de março de 1984. 

## Publicações
- Plano de recuperação e Ampliação da Sinalização Náutica
- O problema do pessoal para Sinalização Náutica - sua solução
- Plano para o estabelecimento de Serviços Regionais de Hidrografia do Norte e Nordeste
- O que segura este país. Editora Civilização Brasileira.